# Паркан (Сімак)
«Паркан» (англ. The Fence") — науково-фантастичне оповідання Кліффорда Сімака, вперше опубліковане журналом «Space Science Fiction» в вересні 1952 року.

## Сюжет
В утопічному суспільстві ставлення до людей обумовлюється їхнім «Персональним Рейтингом Задоволеності».
Всі матеріальні блага можна отримати від працюючих роботів, але для підняття рейтинга потрібно знайти собі заняття до вподоби.
Рейтинг постійно публікується і є предметом обговорення знайомих.
У містера Крейга рейтинг вже рік знижувався, що змусило його звернутись до консультанта.
Крейг вважав своєю професією споглядання фіксованого місця через темповізор, але з часом втратив інтерес до цього.
А жодна з пропозицій консультанта його не зацікавила.
Вирішивши перепочити, він пішов прогулятись до озера.
Там він зустрів рибалку Шермана, який розповів, що займаєтьсмя фермерством і повністю забезпечує себе сам.
На відміну від інших, він не грає у «велику гру» із використанням «Рейтинга Задоволеності», бо не хоче бути на утримуванні невідомо кого.
Рибалка порадив Крейгу прогулятись далі по стежці і помилуватись чудовими будівлями.
Будівлі здавались розташованими неподалік, але пройшовши значну відсталь Крейг виявив, що вони не стали ближче.
Крейг зауважив, що рухаючись вперед, він натомість зміщувався вбік, бо невидимий паркан, який не можна було відчути, заважав йому.
Він відчув, що зза паркану за ним із поблажливою усмішкою спостерігає хтось.
Нажаханий Крейг втік до хатини рибалки.
На думка Шермана, їх утримують чи то в зоопарку чи заповіднику як останніх представників виду.
І їм залишається тільки чекати, коли їхні утримувачі дадуть знати про себе.